# Morpho amathonte
Morpho amathonte là một loài bướm phân bố ở Panama, Costa Rica, Venezuela, Colombia và Ecuador.

## Hình ảnh

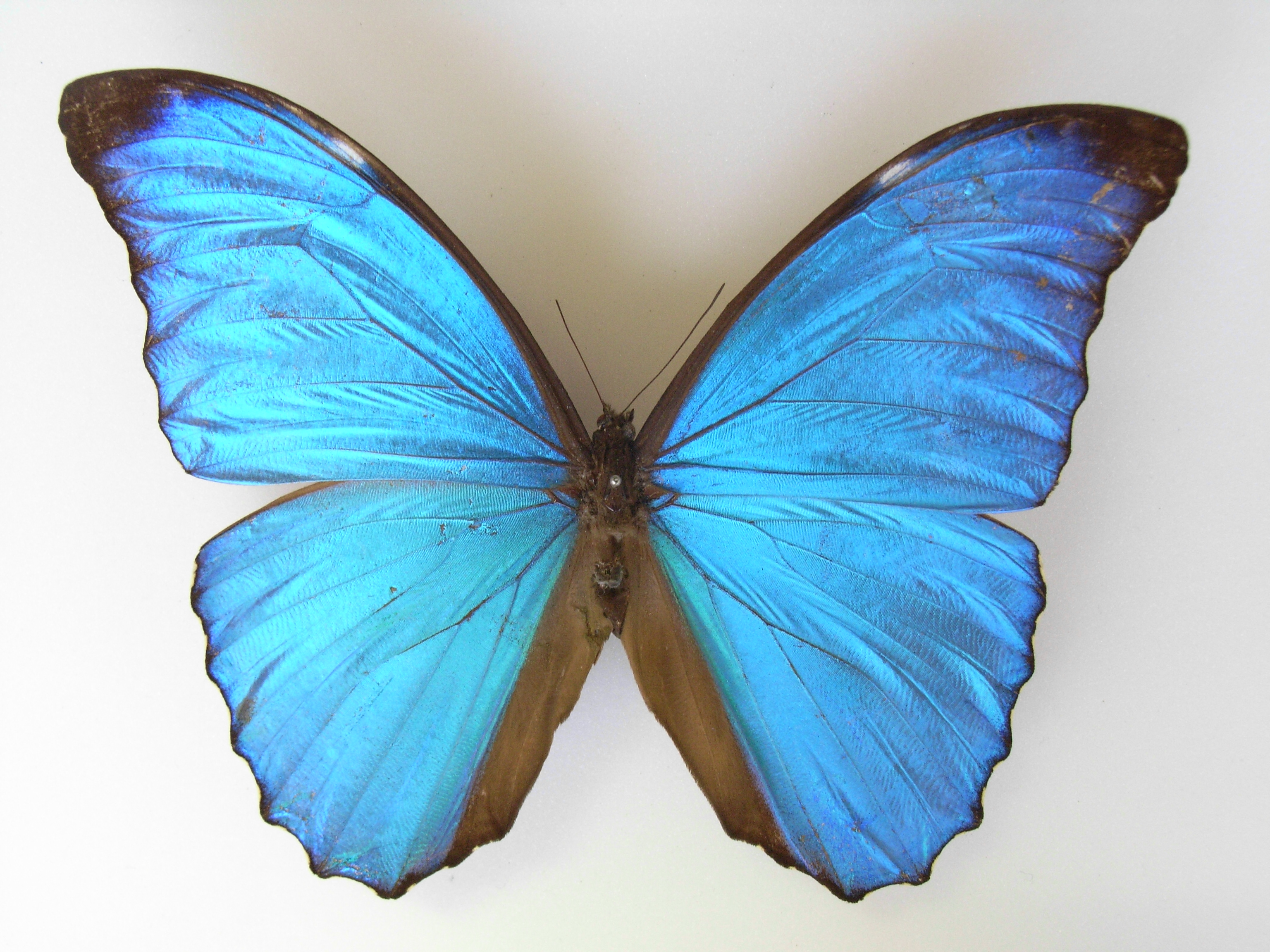